# Etiopska katolička Crkva
Etiopska katolička Crkva je jedna od Istočnih katoličkih Crkava, etiopskog obreda, u jedinstvu sa Svetom Stolicom u Rimu. Na čelu Crkve se nalazi nadbiskup metropolit.

## Povijest
Za vrijeme portugalskih otkrića otvoren je put za izravne kontakte između Katoličke Crkve i Etiopske pravoslavne Crkve. U 14. stoljeću, katolički misionari stigli su u Etiopiju. Dana 28. kolovoza 1439., papa Eugen IV. poslao je poruku o zajedništvu s Katoličkom Crkvom etiopskom caru Konstantinu I., ali ovaj napor je bio neuspješan. Zbog islamskih napada do 1531. koji su prijetili kršćanima u Etiopiji, portugalski vladar dao je podršku porazu Adalskom Sultanatu u Etiopsko-adalskom ratu. Isusovački misionari su došli s Portugalcima do Etiopije. Oni su svoj rad fokusirali na ujedinjenje Etiopske pravoslavne Crkve s Katoličkom Crkvom.
Za vrijeme vladavine Suseniosa I. katoličanstvo je postalo službena religija u zemlji. Car je postao zainteresiran za katoličanstvo, djelomično zbog utjecaja koji je na njega imao misionar Pedro Páez.  1623. Papa Grgur XV. Afonsa Mendesa, portugalskog isusovca, proglašava patrijarhom Etiopski Crkve. Službeno ujedinjenje se dogodilo 1626. kada je patrijarh Mendes došao u zemlju. Godine 1632., car Susenios I. umire. Njegov nasljednik Fasilides 1636. uklanja Mendes iz zemlje, prekida jedinstvo s Rimom i uklanja ili ubija preostale misionare. Narednih 200 godina Etiopija je bila zatvoren za katoličke misije.
1839. godine, Justin de Jacobis je imenovan prvim Apostolskim prefektom i povjerio mu osnivanje katoličkih misija u toj zemlji. Radeći s velikim uspjehom u Etiopiji tijekom 8 godina, on je postao titularni biskup Nilopolisa 1847., a ubrzo nakon toga i Apostolski vikar Etiopije. Godine 1889. car Menelik II. je preuzeo prijestolje i dopustio pristup katoličkim misionarima. Uz osvajanje Etiopije u Drugom talijansko-abesinskom ratu, misionarski rad se povećao po zemlji. Godine 1919., osnovan je Papinski etiopski kolegij.
Latinska Crkva je osnovana na jugu Etiopije u područjima koja nisu bila kršćanska i koja su uključena u područje Etiopije tek 19. stoljeća. Godine 1995. ukinut je Apostolski vikarijat Latinske Crkve. U siječnju 2015. godine papa Franjoje ustanovio Eritrejsku katoličku Crkvu kao autonomnu sui iuris Istočnu katoličku Crkvu, odvojivši je od Etiopske katoličke Crkve.

## Liturgija i obredi
Etiopska katolička Crkva drži kristološki nauk s Kalcedonskog sabora i prihvaća nadležnost pape. Po tome se razlikuje od Etiopske pravoslavne tevahedo Crkve koja ima 45 milijuna vjernika. Ge'ez, semitski jezik koji se od prije nekoliko stoljeća više ne koristi u svakodnevnoj uporabi, je liturgijski jezik Etiopske Crkve, čije je liturgija se zasniva na onoj od Koptske Crkve.

## Poveznice
- Eritrejska katolička Crkva